# سرير المرأة (فلم)
سرير المرأة هو فيلم نيجيري صدر عام 2015 من إخراج ديكسون إيروغبو.

## القصّة
مات زوجُ امرأة وأصبحت أرملة، ونتيجةً لهذا التحدي يُعاملها أفراد أسرة الراحل بالسوء وتبدأُ التهديدات من أقاربها وهو ما يُعقّد حياتها ويُصعّبها.

## طاقم التمثيل
| - بوكي أجايي - ريتا إدوتشي | - تشيدي إيسي - بيمبو مانويل | - زاك أورجي - دجوك سيلفا |